# Mark Ryden
Mark Ryden, né le 20 janvier 1963 à Medford (Oregon, États-Unis), est un peintre et illustrateur américain.

## Biographie
Naturaliste halluciné et ésotérique satanique, sorte de « Walt Disney déjanté », Mark Ryden est le chef de file des nouveaux surréalistes américains. S'inspirant de Margaret Keane, il puise son inspiration dans ses souvenirs d’enfance et crée des paysages enchantés aux couleurs pastels, peuplés d'enfants aux airs de  victimes désemparées, d'animaux aussi mignons que mutilés, et de monstres comiques ou terrifiants. Créateur "baroque", il s'inspire de l’histoire (la tête volante ou miniature d'Abraham Lincoln est un motif récurrent), de la peinture et de l’univers BD, annonçant avec quelques autres (son épouse Marion Peck, Ray Caesar ou encore Eric White) un renouveau dans l’art populaire américain. Grand technicien, Ryden utilise de nombreuses techniques picturales (graphite, gouache, huile, pistolet). Avec Marion Peck, sa partenaire de vie et de travail, il a installé son atelier dans leur maison à Los Angeles.
Ses travaux les plus célèbres sont les pochettes des albums Dangerous (1991) de Michael Jackson, One Hot Minute (1995) des Red Hot Chili Peppers, Clear Hearts, Grey Flowers (2000) de Jack Off Jill, Sweet Heart Dealer (2004) de Scarling., ainsi que la couverture du roman Désolation (1996) de Stephen King.
Du 13 mai au 28 juin 2014, Mark Ryden expose ses œuvres à la Kohn Gallery à Los Angeles (Californie) dans une exposition sur le mouvement gay des années 1990, The Gay Nineties West. 
En même temps que cette exposition, Mark Ryden initie un album concept, The Music Gay Nineties Old Tyme: Daisy Bell, où dix-neuf musiciens interprètent leur version de Daisy Bell, la chanson populaire écrite par Harry Dacre en 1892. L'artiste réalise aussi des clips accompagnant les morceaux, interprétés entre autres par Tyler, The Creator, Katy Perry, Nick Cave, Kirk Hammett du groupe de heavy metal Metallica, Scarling., Stan Ridgway de Wall of Voodoo, « Weird Al » Yankovic, Tour Crush (duo composé de Jimmy Urine et Chantal Claret), Danny Elfman, Mark Mothersbaugh (de Devo) et Truus de Groot. Mark Ryden interprète lui-même une des versions de la chanson écrite 122 ans auparavant. Le produit de la vente de l'album, imprimé en une édition limitée de 999 exemplaires sur un disque vinyle rouge, est destiné à Little Kids Rock, une association à but non lucratif qui soutient l'éducation musicale des enfants dans des écoles primaires défavorisées. Chaque exemplaire, vendu 99,99 $, est numéroté à la main et signé par Mark Ryden.

## Expositions personnelles
- Animal secrets, Galerie Perrotin, Paris (2022)[6],[7]